# San-Gavino-di-Tenda
San-Gavino-di-Tenda är en kommun i departementet Haute-Corse på ön Korsika i Frankrike. Kommunen ligger i kantonen Le Haut-Nebbio som tillhör arrondissementet Bastia. År 2022 hade San-Gavino-di-Tenda 58 invånare.

## Befolkningsutveckling
Antalet invånare i kommunen San-Gavino-di-Tenda
Referens:INSEE